# Odochilus parasyntheticus
Odochilus parasyntheticus är en skalbaggsart som beskrevs av Rakovic 1997. Odochilus parasyntheticus ingår i släktet Odochilus och familjen Aphodiidae. Inga underarter finns listade i Catalogue of Life.